# La Vanguardia (periódico filipino)
La Vanguardia fue un periódico filipino editado en Manila entre 1910 y 1944.

## Historia
El diario nació en febrero de 1910 impulsado por Martín Ocampo. Inicialmente tuvo al abogado Fernando María Guerrero como director. La Vanguardia, que nació a raíz de la desaparición del periódico El Renacimiento, mantuvo una línea editorial independiente y de corte nacionalista. Tenía su sede en Manila y se editaba en lengua española. En sus primeros años, bajo la dirección de Fernando María Guerrero, el diario afirmaba tener una tirada de 5.900 ejemplares.
En 1916 el diario pasó al control de la familia Roces, convirtiéndose en una de las principales publicaciones españolas de Filipinas. Llegó incluso a editar un suplemento, el «Sabatino de La Vanguardia». Para 1940 el diario tenía una tirada de 32.000 ejemplares. Continuaría editándose hasta entrada la Guerra mundial. Su último número es del 19 de diciembre de 1944.